# Medicina familiar
La medicina de familia o medicina familiar es la disciplina médica que se encarga de mantener la salud en todos los aspectos, analizando y estudiando el cuerpo humano en forma global (teoría holística de la práctica médica).
En cada país es distinta su denominación oficial: habitualmente se usan las expresiones: familiar, de familia o comunitaria, de atención integral, incluso con combinaciones entre ellas.
El médico de familia realiza un tipo de ejercicio profesional de la medicina con un cuerpo doctrinal claro, y delimitado por un conjunto de conocimientos, habilidades y actitudes. Si bien los médicos de familia por su formación pueden desempeñar su trabajo en diversos campos laborales (servicios de urgencias y emergencias, unidades técnicas, etcétera), su ámbito natural de actuación es la atención primaria.

## Definición
Es una especialidad horizontal en amplitud de predominio clínico que comparte el conocimiento y destrezas de otras especialidades e integra las ciencias biomédicas, conductuales y sociales (biopsicosocial o integral), capaz de resolver el 90-95% de los problemas de salud, proporcionando cuidados continuos e integrales del individuo, su familia y su comunidad que incorpora todas las edades, sexo, sistemas o enfermedades, con particular énfasis en la medicina humanística, la relación médico-paciente-familia, los aspectos educativos, preventivos clínicos y la medicina integrada y costo-efectiva.

## Perfil del médico familiar
Es el médico del primer contacto, con excelencia clínica y destreza para procedimientos manuales o de consultorio (cirugía menor o procedimientos invasivos), experto en la consulta externa, con atención continua, intradomiciliaria, comunitaria, hogar del adulto mayor, hospitalaria y de urgencias, además de los grupos poblacionales, con y sin factores de riesgo, con un amplio campo de acción (sin distinción de edades, sexos, sistemas orgánicos y enfermedades), capaz de ir del individuo, a la familia y la comunidad, integrador de las ciencias biológicas, de la conducta y sociales, además de los aspectos educativos, preventivos, curativos y de rehabilitación, intercesor y abogado del paciente (gerente de los recursos de salud), con amplio liderazgo, conocedor de la realidad nacional, del impacto de sus acciones y de sus limitaciones, interesado en comprender el contexto de los problemas y en buscar soluciones plausibles y costo-efectivas (Medicina costo-efectiva), capaz de resolver el 95% de los problemas (desde signos y síntomas aislados hasta las complejidades derivadas de múltiples padecimientos), experto en la relación médico-paciente-familia-comunidad, comprometido con la persona, comprende sus dolencias, emociones, esperanzas (Medicina humanística) con un alto nivel profesional, técnico, investigativo y académico permanentemente actualizado.
La atención primaria de salud (APS) y la medicina familiar son ámbitos estrechamente relacionados y la APS es el terreno de actuación fundamental del médico de familia, mientras que la medicina familiar es la herramienta clave para el desarrollo pleno de la APS. Es decir, la APS es la estrategia y la medicina familiar, la disciplina para realizarla.

## Actividades en medicina familiar
| | |
| - Consejo o terapia individual, familiar, grupal, prematrimonial y matrimonial. - Asesoramiento genético y cuidados prenatales. - Medicina preventiva clínica y mantenimiento de la salud. - Terapéutica clínica ambulatoria en las tres esferas. - Abordaje integral de los problemas de salud. - Atención continua en la consulta externa y cuidados comprehensivos sin distinción de sexo, edad, sistema u órgano afectado o enfermedad. | - Visitas comunitarias, domiciliarias, urgencias médicas, cuidado en hogares e intrahospitalarias. - Participación y organización de actividades comunitarias en salud y educación comunitaria. - Participación y organización de actividades docentes para el personal de salud y la comunidad. - Medicina comunitaria y diagnóstico de salud comunitario. - Medicina costo-efectiva (uso racional de los recursos). |

## Procedimientos en medicina familiar
| | | |
| - Infiltración intraarticular y extraarticular (hombros, rodillas, puntos gatillo, etc.). - Infiltración y exéresis de queloides. - Escisión de quiste sebáceo. - Escisión de lipoma. - Extracción de uña (parcial o total) y drenajes. - Extracción de cuerpo extraño en córnea. - Extracción de cuerpo extraño conjuntiva. - Extracción de cuerpo extraño en oído. - Extracción de cuerpo extraño nasal. - Exéresis de quiste de inclusión. - Escisión de acrocordones. - Biopsia de piel y mucosas. | - Aspiración de quiste sinovial. - Punción y aspirado de quiste mamario. - Cauterización de lesiones de piel (verrugas, etc.). - Curación (heridas, úlceras, quemaduras, etc.). - Desbridamiento de herida. - Drenaje de absceso. - Marsupialización de quiste pilonidal. - Marsupialización de quiste de Bartolino. - Reparación de heridas cutáneas (suturas tradicionales y estéticas) - Retirada de puntos. | - Lavado de oídos. - Taponamiento nasal. - Colocación de férula. - Reparación de lóbulo de oreja. - Crioterapia. - Reducción de fractura/luxación. - Toma de muestras para la prueba de Papanicolaou - Peeling. - Anoscopia. - Colposcopia. - Circuncisión. - Reducción de parafimosis. - Vasectomía. |
| La realización de procedimientos dependerá de la capacitación de cada médico familiar durante su formación de postgrado o de residencia. | | |

## Tipo de consulta
Consultas sobre los problemas de salud más prevalentes en la comunidad, de tipo:
- Enfermedad aguda
- Enfermedad crónica
- Actividades preventivas

Maneja muchas consultas por trastornos indiferenciados, además de combinaciones complejas de trastornos somáticos, sociales y emotivos, y muchos padecimientos en forma prodrómica con una relación de continuidad que trasciende lo episódico. El 70% de los problemas de salud que maneja el médico familiar se hallan dentro de unos 30 diagnósticos.

## Tipo de interconsulta
Un médico de familia bien entrenado puede responder perfectamente hasta un 80-90% de las consultas. Quienes consultan en general tienen cuadros clínicos indiferenciados hasta en un 60% de los casos. La razón por la cual se ve este tipo de cuadros clínicos radica en el hecho que dado que al ser el primer contacto con el sistema de salud, los problemas se ven en estadios incipientes, con formas clínicas diferentes a la que los libros de medicina refieren, ya que los mismos han sido escritos en general por médicos del ámbito hospitalario. Al igual que los estudios clínicos y la mayoría de la bibliografía que procede de niveles de gravedad clínica mayor. Lo que no necesariamente implica mayor complejidad. Ya que la complejidad subyace justamente en la pericia de poder trabajar en un campo de incertidumbres, donde los paradigmas reduccionistas no son válidos, el azar se hace más presente, y la complejidad de la relación persona-familia-sociedad se hace aún más perceptible.
Generalmente realiza referencias del tipo colateral o de intervalos según Ian McWhinney, en el cual el paciente es enviado para un problema específico que amerite el seguimiento, pero se mantiene la responsabilidad, por lo que realiza interconsultas en vez de referencias, evitando así la “galaxia de especialistas” en el manejo según Michael Balint.
En esta visión, el especialista ocupa el lugar que le corresponde: un consultor dispuesto como asesor en casos difíciles o casos que requieren cuidados con aparatos especiales o de tercer nivel. De esta forma, el experto se jerarquiza más y trabaja con pacientes episódicamente, pero con quienes realmente los necesitan y es el médico de familia quien determinará cómo, cuándo y a quién enviar a un paciente que requiere de la intervención de un especialista.

## Sistemas de salud
La mayoría de los países con buenos sistemas de salud tienen un 50 por ciento de médicos de familia en sus sistemas de atención primaria.
La medicina familiar, por definición, es la especialidad médica efectora de la atención primaria de salud y, dado que el propósito y la unidad funcional de los cuidados primarios es la familia y no el individuo, el abordaje de la atención de la salud para la medicina familiar se desarrolla dentro de este contexto microsocial, y evita fragmentar a cada integrante del grupo en distintos componentes, cada uno con un proveedor de salud diferente.